# Гросвельцгаймська АЕС
Гросвельцгаймська атомна електростанція (нім. Kernkraftwerk Großwelzheim, також Гросвельцгаймський реактор гострого пару (нім. Heißdampfreaktor Großwelzheim, HDR)) — закрита та демонтована дослідна атомна електростанція Німеччини, потужністю 25 МВт що знаходилася неподалік Гросвельцгайму, місцевості в нижньофранконській комуні Карлштайн-на-Майні в Баварії.

Герб Карлштайну-на-Майні з «атомним символом»

На АЕС працював киплячий ядерний реактор перегрітого пару. Синхронізація з мережею відбулася 14 жовтня 1969 року, але вже в квітні 1971 року АЕС була закрита. Будівля Гросвельцгаймської АЕС слугувала в 1980-х роках для тестів впливу хвиль зміни тиску та вибухів на атомні електростанції. В 1990-х роках електростанція була демонтована. На території АЕС також розташовувалася перша АЕС Німеччини Кальська АЕС, що була закрита в 1985 році та з 1988 по 2010 роки була теж демонтована. Таким чином, територія цих двох атомних електростанцій стала першою німецькою територією, де було демонтовано два реакторних блока.
Цікаво, що при утворені комуни Карлштайн-на-Майні з тоді ще самостійних Деттінген-на-Майні та Гросвельцгайму в 1975 році, елементом гербу став «атомний символ», хоча до того часу HDR вже не експлуатувалася.

## Дані енергоблоку
АЕС має один енергоблок.
| Енергоблок       | Тип реактору                                                                           | Нетто- потужність | Брутто- потужність | Початок будівництва | Синхронізація з електромережею | Комерційна експлуатація | Закриття   |
| ---------------- | -------------------------------------------------------------------------------------- | ----------------- | ------------------ | ------------------- | ------------------------------ | ----------------------- | ---------- |
| HDR Großwelzheim | ядерний реактор перегрітого пару (нім. Heißdampfreaktor, HDR)-киплячий ядерний реактор | 25 МВт            | 25 МВт             | 01.01.1965          | 14.10.1969                     | 02.08.1970              | 20.04.1971 |